# 根恩維爾 (加利福尼亞州)
根恩維爾（英語：Guerneville）是位於美國加利福尼亞州索諾馬縣的一個人口普查指定地區。

## 地理
根恩維爾的座標為38°30′23″N 122°59′27″W / 38.50639°N 122.99083°W，而該地最高點為海拔高度18米（即59英尺）。

## 人口
根據2010年美國人口普查的數據，根恩維爾的面積為25.587平方千米，當中陸地面積為25.147平方千米，而水域面積為0.440平方千米。當地共有人口4534人，而人口密度為每平方千米177人。